# 会计信息系统
会计信息系统（英語：Accounting Information System）是一个收集、储存和处理决策者使用的财务和会计数据的系统。会计信息系统通常是一种基于计算机的方法，结合信息技术资源来跟踪会计活动。由此产生的财务报告可以由管理层内部使用，也可以由其他相关方包括投资者、债权人和税务机关外部使用。会计信息系统旨在支持所有的会计功能和活动，包括审计，财务会计和报告，管理/管理会计和税务。最广泛采用的会计信息系统是审计和财务报告模块。